# Christian Kuchler (Koch)
Christian Kuchler (* 14. Februar 1985 in Frauenfeld) ist ein Schweizer Koch.

## Leben
Nach der Ausbildung bei Xaver Wenninger in der Klinik Schloss Mammern in Mammern wechselte Kuchler 2006 zu Didier de Courten im Hotel Terminus in Siders (zwei Michelinsterne), dann zu Alain Ducasse im Pariser Hôtel Plaza Athénée (drei Michelinsterne).
2008 wurde er Küchenchef im Gasthaus Schupfen in Diessenhofen, 2011 im Gasthof Hirschen in Eglisau, das 2012 mit einem Michelinstern ausgezeichnet wurde.
Seit Januar 2015 ist er Küchenchef und Mitbesitzer der elterlichen Taverne zum Schäfli in Wigoltingen, das im gleichen Jahr mit einem Michelinstern, zwei Jahre später mit zwei ausgezeichnet wurde; sein Vater Wolfgang Kuchler hatte dort vorher schon einen Michelin-Stern und 18 Gault-Millau Punkte.

## Auszeichnungen
- 2010: «Entdeckung des Jahres», Gault-Millau[4]
- 2012: ein Stern im Guide Michelin für den Gasthof Hirschen[5]
- 2014: «Aufsteiger des Jahres», Gault-Millau[6]
- 2017: zwei Sterne im Guide Michelin 2018 für die Taverne zum Schäfli[7]